# 趙士春
趙士春（1599年—1675年），字景之，號蒼霖，晚號東田居士，直隸常熟縣人。明末政治人物。

## 生平
吏部侍郎趙用賢之孫，叙州知府趙隆美之子。崇禎初年（1627年）入復社，崇禎十年（1637年）丁丑科劉同升榜進士一甲第三名，授翰林院編修。為人耿介不阿，楊嗣昌奪情入閣，趙士春上疏彈劾。貶福建布政司檢校。不久復官，終官左春坊左中允。時人稱趙士春與林蘭友、何楷、黃道周、劉同升為「長安五諫」。入清不仕。著有《保閒堂集》26卷，詩14卷。康熙十四年（1675年）乙卯十月十三日以疾卒于家。徐乾学为其撰墓志铭。

## 家族
曾祖赵承谦，戊戌進士，广东参议。祖父趙用賢，官至吏部侍郎，愛好藏書。父趙隆美，歷官刑部郎中，皆著名藏書家，有書房“脈望館”。弟趙士錦，同榜二甲進士，官工部主事。